# Václav Machek (sportovec)
Václav Machek (27. prosince 1925, Starý Mateřov - 1. listopadu 2017, Pardubice) byl český cyklista a reprezentant Československa v dráhové cyklistice.
Získal stříbrnou medaili na olympiádě 1956 v Melbourne v tandemovém závodě na 2 km společně s Ladislavem Foučkem. Účastnil se také LOH 1952 v Helsinkách a LOH 1960 v Římě. Mnohonásobný československý rekordman a mistr republiky v dráhové cyklistice. Účastník mistrovství světa v Dánsku, Švýcarsku, Rakousku, Francii, Nizozemí, Itálii, Německu a dalších závodů.
V roce 2010 byl uveden do Síně slávy pardubického sportu mezi 10 nejlepšími sportovci Pardubicka 20. století.